# Kinfolks
«Kinfolks» (с англ. — «Родня») — песня американского кантри-певца и автора-исполнителя Сэма Ханта, вышедшая 11 октября 2019 года на лейбле MCA Nashville в качестве третьего сингла из второго студийного альбома Southside. Хант написал песню вместе с Заком Кроуэллом, Джерри Флауэрс и Джош Осборн, а продюсером выступил Зак Кроуэлл.
Песня заняла первое место в кантри-чарте США (Country Airplay) и второе в Канаде (Canada Country), а также попала в чарты Австралии и получила платиновую сертификацию Американской ассоциации звукозаписывающих компаний (RIAA) в США и от Music Canada в Канаде. В 2020 году Хант исполнил песню «Kinfolks» на шоу Джимми Киммел в прямом эфире.

## История
В песне «Kinfolks» Сэм Хант хочет серьёзно подойти к отношениям с девушкой и познакомить её со своими «родственниками» и всеми лучшими местами, откуда он родом. «Когда я думаю о „родственниках“, когда я думаю об этой фразе, я думаю о своей семье, но также я думаю о своих людях на родине — помимо семьи», — сказал Хант после выхода альбома в октябре 2019 года. «Это мои приятели, которые были частью моей истории с самого начала».
В 2020 году Хант исполнил песню «Kinfolks» на шоу Джимми Киммел в прямом эфире.

## Отзывы
Стерлинг Уитакер из Taste of Country описал трек как «традиционную любовную песню о желании возлюбленного познакомиться с семьёй и увидеть места и лица, наиболее важные для вас», а также как «прогрессивный музыкальный трек, в котором присутствуют разговорные, не совсем рэп-стихи, которыми Хант известен больше всего». В рецензии для Rolling Stone Джон Фриман описал песню как «арпеджио акустической гитары, переходящие в большие, яркие припевы с банджо, вокальными фрагментами и Wah-wah-гитарой», назвав её «не слишком далёкой от всеобъемлющего звучания, которое сделало его дебютный Montevallo таким убедительным».

## Коммерческий успех
Сингл дебютировал на 64-м месте в американском хит-параде Billboard Hot 100 и в итоге достиг своей вершины на отметке 34. Песня «Kinfolks» дебютировала на 18-м месте в чарте Billboard Country Airplay, исходя из трёх с половиной дней доступности после выхода на радио, что равняется дебюту его предыдущего сингла «Downtown’s Dead». На следующей неделе она стала второй самой продаваемой песней в стиле кантри, с продажами 13 000 копий, в дополнение к 2 000 копий, проданных, когда она была выпущена в продажу в конце предыдущей недели. Она достигла № 1 в чарте Billboard Country Airplay от 29 февраля 2020 года. Это первая песня в стиле кантри, возглавившая чарт Country Airplay в високосный день с тех пор, как песня Гарта Брукса «What She’s Doing Now» оставалась в лидерах на третьей неделе в 1992 году, а также первый номер один Ханта «Body Like a Back Road» в 2017 году. По состоянию на март 2020 года альбом был продан в США тиражом 72 000 экземпляров.

## Чарты
| Чарт (2019—2020)                    | Высшая позиция |
| ----------------------------------- | -------------- |
| Австралия (Country Hot 50, TMN)     | 2              |
| Канада (Billboard Canadian Hot 100) | 70             |
| Канада (Billboard Country)          | 2              |
| США (Billboard Hot 100)             | 34             |
| США (Billboard Country Airplay)     | 1              |
| США (Billboard Hot Country Songs)   | 3              |
| США Rolling Stone Top 100           | 54             |

| Чарт (2019)                       | Позиция |
| --------------------------------- | ------- |
| США Hot Country Songs (Billboard) | 96      |

| Чарт (2020)                       | Позиция |
| --------------------------------- | ------- |
| США Country Airplay (Billboard)   | 3       |
| США Hot Country Songs (Billboard) | 13      |

## Сертификации
| Регион                                                                      | Сертификация | Продажи   |
| --------------------------------------------------------------------------- | ------------ | --------- |
| Канада (Music Canada)                                                       | Платиновый   | 80 000    |
| США (RIAA)                                                                  | Платиновый   | 1 000 000 |
| Данные о продажах + прослушиваниях приведены только на основе сертификации. |              |           |